# Oued Djer
Oued Djer (în arabă وادى جر) este o comună din provincia Blida, Algeria.
Populația comunei este de 6.543 de locuitori (2008).